# Il diario di Cathy
Il diario di Cathy (Cathy's Book) è un romanzo del 2006 scritto da Sean Stewart e Jordan Weisman, edito nel 2007 da Arnoldo Mondadori Editore. È il primo di una trilogia, formata da Il segreto di Cathy (2008) e L'anello di Cathy (2009).

## Trama
La diciassettenne Cathy viene improvvisamente lasciata dal suo ragazzo Victor senza spiegazioni. Intorno a Victor si celano molti misteri, un passato piuttosto oscuro e morti irrisolte. Cathy, per saperne di più, si mette nei guai facendosi rapire e, per non mettere in pericolo anche sua madre e la sua migliore amica Emma, scappa lasciando una lettera, un diario e una serie di indizi. Tra fogli di giornale, misteriose lettere, foto strappate, biglietti da visita, pagine di agende sparite, siti internet, numeri di telefono e rispettivi codici di segreterie telefoniche, il lettore deve riuscire a risolvere il giallo.

## Edizioni
- Sean Stewart e Jordan Weisman, Il diario di Cathy, traduzione di Fabio Paracchini, collana I Grandi, Arnoldo Mondadori Editore, 2007,  p. 192, ISBN 88-04-56587-X.